# Никлот
Никлот (около 1100 — август 1160) — последний независимый князь ободритов. К моменту его княжения вагры и полабы уже не входили в союз ободритов и Никлот правил конфедерацией бодричей в узком смысле, хижан и черезпенян. Его княжение охватывало период с 1131 года до его смерти в 1160 году. В течение почти 30 лет он сопротивлялся христианизации ободритов и натиску саксонских герцогов, особенно Генриха Льва, предпринявшего крестовый поход против славян. Никлот считается родоначальником Мекленбургского дома (Никлотингов), который после его смерти встроился в структуры Священной Римской империи. 

## Сопротивление
О происхождении Никлота точных сведений нет. Никлот начал своё открытое сопротивление, когда после пресечения ободритского княжеского рода Наконидов германский король (впоследствии император) Лотарь II передал территорию бодричей своему датскому вассалу Кнуду Лаварду. Вместе с Прибиславом Вагрийским, сыном Будивоя и племянником Генриха, Никлот сражался с Лотарем и Кнудом. После убийства Кнуда в 1131 году Никлот и Прибислав разделили территорию бодричей, и Никлот получил восточные земли. Чтобы ослабить Прибислава в последующие годы, Никлот заключил союз с саксонскими герцогами, особенно с графом Адольфом II Гольштейнским, позволив славянским пиратам атаковать датчан.

## Вендский крестовый поход
Саксонские союзники Никлота выступили против него во время Вендского крестового похода 1147 года. Накануне похода Никлот, пытаясь упредить своих соперников, осадил Любек, находившийся под властью его прежнего союзника Адольфа II, однако не преуспел во взятии города. Когда крестоносцы начали наступать на его земли, Никлот выдержал осаду своей крепости в Добине, но был вынужден впоследствии откупаться от крестоносцев данью. Он вновь заключил мирные отношения с Адольфом II Гольштейнским, а также с герцогом Генрихом Львом Саксонским и Генрихом Ратцебургским. Адольф II Гольштейнский даже помог ему подавить восстание хижан и черезпенян в 1151 году.

## Религия
После смерти князя бодричей Генриха, христианина, Никлот якобы отказался от христианства в пользу традиционных языческих верований. Однако это сомнительно; согласно «Славянской хронике» Гельмольда, Никлот пообещал христианизировать свои земли в рамках мирного соглашения и в конце 1150-х годов написал Генриху Льву:
Пусть бог, который есть небеса, будет вашим Богом; вы будете нашим богом, и этого нам достаточно. Вы чтите Его, а мы, в свою очередь, будем чтить вас.

## Смерть

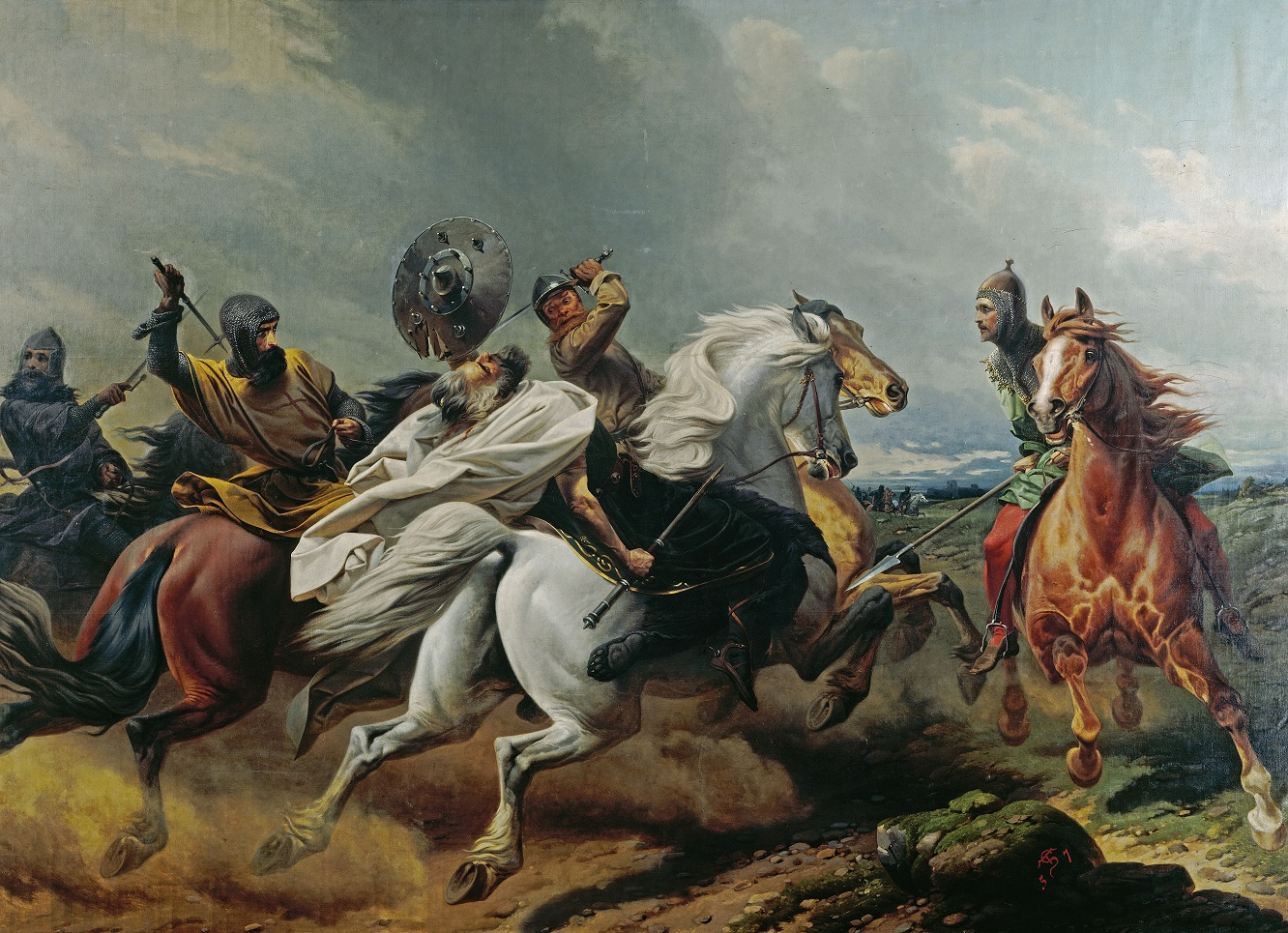
Теодор Шлёпке. Смерть Никлота. 1857

К 1158 году король Дании Вальдемар Великий начал платить Генриху Льву за помощь, что побудило Никлота принять ответные меры. Затем датский король и саксонский герцог заключили союз в 1160 году. Пока датчане беспокоили побережье и отвлекали руян, саксы убили Никлота в его крепости Верле; территория бодричей в значительной степени подверглась христианизации. Сын Никлота Прибислав вернул себе наследство как князь Мекленбурга в 1167 году в качестве вассала Саксонии. Другой его сын Вартислав был отцом Николая I, князя Мекленбурга.